# 王北平
王北平（1962年5月4日—），中華民國外交官。畢業於逢甲大學財稅學系學士、底特律大學電腦研究所碩士、輔仁大學翻譯學研究所在職專班碩士。曾任駐菲律賓臺北經濟文化辦事處政務組三等秘書／二等秘書、駐索羅門群島大使館一等秘書／副參事、外交部國會事務辦公室專門委員、外交部領事事務局護照行政組長、駐吉里巴斯公使、駐清奈臺北經濟文化辦事處總領事銜處長等職務，現任駐巴布亞紐幾內亞臺北經濟文化辦事處大使銜代表。

## 職業生涯
第2代中華民國晶片護照內頁底圖錯用美國機場圖片事件發生後，中華民國外交部先前已懲處前後任領事事務局長，在第2波的懲處名單中，領事事務局護照行政組長王北平因接任較晚，故申誡1次。對於事後的補救，領事事務局停發第2代晶片護照，要求合作廠商中央印製廠重新設計臺灣桃園國際機場圖樣，並印製成防偽貼紙貼在更新頁面，貼紙上也加印旅遊小叮嚀。王北平強調，貼紙的材質與一般簽證貼紙一樣，領事事務局是護照權責機關，貼上貼紙的護照是有效證件，不會影響民眾出國旅行權益。
2019年索羅門群島大選前後傳出兩國邦交不穩，曾經派駐該國的王北平前往溝通，當時評估邦交沒問題，但索羅門群島於9月16日與中華民國斷交。
原駐吉里巴斯大使宋文城於2019年8月離任，中華民國尚未派出新任大使，由公使王北平總理大使館館務。9月6日，王北平與吉里巴斯總統馬茂的夫人Teiraeng Maamau在大使職務宿舍餐敘。但在9月20日，吉里巴斯與中華民國斷交。9月21日，王北平與大使館、技術團以及醫療團等全體同仁，在駐吉里巴斯大使館舉行閉館暨降旗儀式。
2020年12月12日，台灣緯創公司位於印度卡纳塔克邦的廠房遭人闖入，砸毀並縱火辦公室設備、車輛、部分生產線，損失約43.7億盧比（約16.7億新臺幣），外傳是因為勞資爭議引起，但緯創聲明否認。前1日，駐清奈辦事處長王北平正在卡纳塔克邦的首府班加羅爾，與當地官員舉辦經濟圓桌會議。在事發後立刻請當地政府協助緯創將原因調查釐清，並表示此事件嚴重影響卡纳塔克邦的投資形象，因此當地官員都非常重視，除保證台商的安全外，也強調一定會好好調查，嚴懲犯罪分子。